# Moggs Motel
Moggs Motel ist eine britische Hard-Rock-Band um den Namensgeber Phil Mogg.

## Bandgeschichte
Während der Abschiedstournee von UFO warteten Phil Mogg und Tony Newton (Voodoo Six) gleichzeitig in der amerikanischen Botschaft von London auf ihre Visa und sprachen über die Zukunft. Moog erklärte er wolle nach der UFO-Abschiedstournee etwas kürzer treten, aber sich nicht komplett zurückziehen. Newton wiederum gab an, zu Hause unveröffentlichtes Songmaterial habe und UFO-Gitarrist Neil Carter begann gleichzeitig auch an eigenem Material zu arbeiten. Kurze Zeit später kam es zur COVID-19-Pandemie und die drei hatten ausreichend Zeit, sich um das neue Projekt zu kümmern.
Kurz darauf hatte Phil Mogg jedoch gesundheitliche Probleme. Im Herbst 2022 erlitt der damals 74 Jahre alte Sänger einen Herzinfarkt und musste operiert werden. Erst 2024 überraschte er mit der Ankündigung, mit Moggs Motel eine neue Band zu haben. Während der Aufnahmen zum Debütalbum, das in den Studios von Steve Harris (Iron Maiden) in Essex aufgenommen wurde, schlossen sich Joe Lazarus und Tommy Gentry der Band an.
Am 28. Juni 2024 erschien die Debüt-Single Apple Pie. Das Debütalbum erschien schließlich am 6. September 2024 über Steamhammer (SPV). Es erreichte Platz 45 der deutschen und Platz 100 der Schweizer Charts.

## Musikstil
Musikalisch handelt es sich um typischen Hard Rock im Stil von Moggs ehemaliger Band UFO.

## Diskografie

### Alben
- 2024: Moggs Motel (Steamhammer/SPV)

### Singles
- 2024: Apple Pie
- 2024: Sunny Side of Heaven